# Donna Leon
Donna Leon (Montclair, 29 settembre 1942) è una scrittrice statunitense.

## Biografia
Nata nel New Jersey (USA), Donna Leon si è trasferita a Venezia nel 1981; ha una casa anche in Svizzera, a Zurigo, ed è diventata cittadina svizzera nel 2020.
È autrice di best seller a livello mondiale. Scritti in inglese e ambientati nella città lagunare, i suoi libri sono stati pubblicati in ventitré lingue straniere (ma non in italiano). In particolare ha pubblicato una serie di gialli il cui protagonista è il commissario Guido Brunetti: si tratta di un personaggio in perenne conflitto con i lati in ombra della società, soprattutto con una corruzione intrinseca alla vita sociale e politica dell'ambiente in cui vive e lavora come rappresentante dello Stato.
Dato che le storie della Leon sono tutte ambientate a Venezia, è singolare il fatto che l'italiano sia una delle pochissime lingue europee in cui i suoi libri non sono stati tradotti. Mentre in Paesi vicini come la Germania i gialli della scrittrice statunitense trovano tanto riscontro da diventare soggetti per film e anche essere venduti in edicola, Donna Leon ha preferito espressamente che le sue opere non venissero tradotte in italiano, giustificando la scelta con il desiderio che i veneziani continuino a considerarla senza pregiudizi e come una scrittrice qualunque. 
Sta comunque di fatto che la scrittrice è stata spesso criticata. I detrattori fanno valere una tendenza della Leon a basarsi su stereotipi sull'Italia. Anche il tono melodrammatico è stato oggetto di valutazioni negative: la malinconia del commissario Brunetti nasce dal conflitto tra la famiglia (che sta per i valori del comportamento corretto e civilizzato) e lo Stato (profondamente corrotto, nonostante paradossalmente si fondi soprattutto sulla famiglia). Altre valutazioni negative si devono al fatto che spesso i nomi, i luoghi, i cibi italiani e veneziani sono riportati errati.
Altri apprezzano la diretta chiarezza nello stile espositivo dell'autrice, ricordandone la capacità evocativa: la descrizione di vedute, sapori e odori richiamerebbero infatti le atmosfere tipicamente veneziane. Pare che le sia stato anche conferito il premio letterario giapponese Suntory per il primo libro (Death at la Fenice).
Per quanto riguarda le sue altre attività, Donna Leon ha alternato la carriera accademica a quella di scrittrice, per poi abbandonare la prima. Ha collaborato con il giornale conservatore britannico The Sunday Times scrivendo saggi e recensioni.
Nutre un'intensa passione per l'opera lirica.

## La serie del commissario Brunetti
1. Death at La Fenice (1992)
2. Death in a Strange Country (1993)
3. The Anonymous Venetian (1994)
4. A Venetian Reckoning (1995)
5. Acqua Alta (1996)
6. The Death of Faith (1997)
7. A Noble Radiance (1997)
8. Fatal Remedies (1999)
9. Friends in High Places  (2000)
10. A Sea of Troubles (2001)
11. Wilful Behaviour (2002)
12. Uniform Justice (2003)
13. Doctored Evidence (2004)
14. Blood from a Stone (2005)
15. Through a Glass Darkly (2006)
16. Suffer the Little Children (2007)
17. The Girl of His Dreams (2008)
18. About Face (2009)
19. A Question of Belief (2010)
20. Drawing Conclusions (2011)
21. Beastly Things (2012)
22. The Golden Egg (2013)
23. By Its Cover (2014)
24. Falling in Love (2015)
25. The Waters of Eternal Youth (2016)
26. Earthly Remains (2017)
27. The Temptation of Forgiveness (2018)
28. Unto Us a Son Is Given (2019)
29. Trace Elements (2020)
30. Transient Desires (2021)
31. Give Unto Others (2022)
32. So Shall You Reap (2023)
33. A Refiner's Fire (2024)